# László Bölöni
László Bölöni (Târgu Mureș, 11 maart 1953) is een Roemeens voormalig profvoetballer en huidig voetbaltrainer. Hij is een gediplomeerd tandarts, maar hij koos voor het voetbal. Het voetbalstadion in Târgu Mureș is naar Bölöni vernoemd.

## Spelerscarrière

### Beginjaren
László Bölöni werd op 11 maart 1953 geboren in Târgu Mureș in Roemenië. Bölöni begon bij de jeugd van Chimica Târnăveni te voetballen en stapte in 1970 over naar ASA Târgu Mureș. Hij was toen zeventien jaar oud. In 1977 en 1983 werd hij verkozen tot Roemeens Voetballer van het Jaar. Na veertien seizoenen bij de Roemeense club verhuisde hij van Târgu Mureș naar Boekarest, de hoofdstad van het land.

### Europese top met Steaua
Daar begon de ondertussen eenendertig jaar oude defensieve middenvelder aan de belangrijkste periode uit zijn loopbaan als speler. Hij voetbalde in dienst van de Roemeense voetbalgrootmacht Steaua Boekarest. Hij won drie keer op rij met de club de Divizia A, maar het grootste succes was de eindwinst in de Europacup I in het seizoen 1985/86. Steaua Boekarest kwam makkelijk door de beginfase van het toernooi. In de halve finale stootte de ploeg op het Belgische RSC Anderlecht, dat vervolgens werd uitgeschakeld door Steaua. In de finale kwam de ploeg uit tegen FC Barcelona, dat toen onder leiding stond van de Engelsman Terry Venables. Maar Steaua, onder leiding van Emerich Jenei, kon rekenen op een sterk team met onder anderen Dan Petrescu, Tudorel Stoica (vader van voetballer Alin Stoica) en natuurlijk Bölöni zelf. De finale eindigde op een 0-0 gelijkspel, zelfs na verlengingen. In de strafschoppenreeks werd doelman Helmuth Duckadam de grote held. Hij hield vier strafschoppen tegen. Steaua won met 0-2.

### Laatste jaren
In 1987 ruilde Bölöni Roemenië in voor België. Hij ging aan de slag bij het bescheiden Racing Jet Brussel, waar hij na een seizoen al vertrok. Racing Jet degradeerde in 1988 naar de Tweede Klasse. De middenvelder tekende vervolgens een contract bij het Franse US Créteil-Lusitanos, maar ook hier bleef hij slechts een seizoen. In 1989 belandde hij bij US Orléans. Daar speelde hij nog drie seizoenen alvorens een punt te zetten achter zijn loopbaan als profvoetballer.
László Bölöni kwam tussen 1975 en 1988 ook honderdenacht keer uit voor de Roemeense nationale ploeg. Samen met bekende Roemeense voetballers als Gheorghe Hagi speelde hij tijdens het EK 1984 in Frankrijk.

## Trainerscarrière

### Beginjaren
Bölöni, een gediplomeerd tandarts, besloot na z'n spelerscarrière om in het voetbalmilieu te blijven. In 1992 ging hij aan de slag als trainer bij het Franse AS Nancy-Lorraine. Hier bleef hij acht seizoenen lang trainer alvorens bondscoach te worden van de Roemeense nationale ploeg. Bölöni werd bij de nationale ploeg binnengehaald als de opvolger van Emerich Jenei, die destijds nog zijn trainer was bij Steaua Boekarest. Mircea Rednic werd zijn assistent.
Lang bleef Bölöni niet aan het roer, want in 2001 trok de Roemeen naar Sporting Clube de Portugal. Met die club won hij in 2002 de Taça de Portugal en de Primeira Liga. Toch mocht hij in 2003 vertrekken en Bölöni koos ervoor om terug te keren naar Frankrijk, waar hij hoofdtrainer werd van Stade Rennais als opvolger van de Bosniër Vahid Halilhodžić. Na drie seizoenen stapte hij over naar AS Monaco, waar hij trainer werd van onder meer Jan Koller, Gerard López, Gaël Givet en Yaya Touré, maar vertrok alweer gauw. Eerder om financiële dan om sportieve redenen trok de Roemeense ex-winnaar van de Europacup I naar Al-Jazira Club. Ook Phillip Cocu en Bonaventure Kalou trokken dat jaar naar de club uit de Verenigde Arabische Emiraten, maar in 2008 stapte Bölöni alweer op.

### Standard Luik
Hij trok voor het eerst sinds twintig jaar terug naar België. Hij werd bij Standard Luik de opvolger van hoofdtrainer Michel Preud'homme. Door verscheidene voetbalkenners werd zijn trainerschap bij Standard als een vergiftigd geschenk beschouwd, omdat hij de moeilijke opdracht kreeg om het beter te doen dan een jaar eerder. Volgens sommigen leek dat zelfs onmogelijk, omdat heel wat sterspelers, waaronder Marouane Fellaini, naar het buitenland gingen. Bölöni slaagde er met een, op papier zwakkere kern, toch in om net als zijn voorganger landskampioen te worden. De titelstrijd werd trouwens beslecht in twee testwedstrijden tegen RSC Anderlecht. Standard speelde 1-1 gelijk in Anderlecht en won uiteindelijk thuis na een bikkelharde wedstrijd met 1-0. Nog voor de testwedstrijden werd Bölöni in België uitgeroepen tot Trainer van het Jaar.
Later werd er hevig gespeculeerd over een terugkeer naar de nationale ploeg van Roemenië. Ook na het ontslag van de Belgische bondscoach René Vandereycken in 2009 viel Bölöni's naam regelmatig in de media. Uiteindelijk werd de Nederlander Dick Advocaat als opvolger van Vandereycken aangesteld. Toen bleek dat Advocaat niet meteen bondscoach zou worden, liet Bölöni in de pers optekenen dat dit een onprofessionele zet was van de Nederlander. Uiteindelijk werd Bölöni's contract bij Standard verlengd. Hij belandde met de Rouches in de groepsfase van de UEFA Champions League, waarin het in dezelfde groep als Arsenal FC, AZ en Olympiakos terechtkwam.
Bölöni stond als trainer in België bekend om zijn lastige interviews. Hij maakte het journalisten graag moeilijk en dook regelmatig niet, of niet op tijd, op voor persconferenties. Regelmatig stond hij ook in de belangstelling omwille van straffe uitspraken en opmerkelijke acties. Zo werd hij tijdens het seizoen 2008/09 in de wedstrijd tegen Club Brugge naar de tribune verwezen. Bölöni nam vervolgens plaats in een supportersvak van de tegenstander. In januari 2010 liet hij dan weer van zich horen door tijdens een interview de microfoons van enkele journalisten aan de kant te schuiven. Bölöni had geen zin om een vraag te beantwoorden en maakte dat op die manier duidelijk.
Tijdens het seizoen 2009/10 liet Bölöni met Standard een goede indruk na in de UEFA Champions League. Met de jongste spelerskern uit het toernooi en met enkele geblesseerde sleutelpionnen, eindigde Standard uiteindelijk als derde in groep H. Hierdoor kon Standard zich plaatsen voor de gloednieuwe UEFA Europa League. In de Belgische competitie begon Standard ondermaats aan het seizoen. Bovendien liepen de rechtstreekse confrontaties met concurrent Anderlecht steeds over van de zware overtredingen en blessures. Een speler van Standard, Axel Witsel, werd in die wedstrijden telkens vroegtijdig van het veld gestuurd wegens een gevaarlijke tackle. De eerste keer leverde hem dat een schorsing van enkele weken op. Bölöni zelf sprak zelf niet graag over de schorsing van Witsel, maar toen Witsel enkele maanden later opnieuw met rood van het veld gestuurd werd, vroeg de Roemeen zich luidop af of het niet beter was voor Witsel als hij naar een buitenlandse club verhuisde. Pierre François, directeur van Standard, gaf later duidelijk aan dat Witsel niet vroegtijdig naar het buitenland zou verkassen.
Olivier Dacourt werd in het begin van het seizoen 2009/10 naar Standard gehaald, maar de Fransman stapte na enkele maanden op en liet via de pers weten dat Bölöni geen goede trainer was. Een dag later nam Bölöni samen met zijn assistent Joaquim Preto ontslag bij de Rouches. Enkele weken na zijn ontslag moest hij zich wel nog komen verantwoorden bij de KBVB. Bölöni had namelijk, toen hij nog aan de slag was bij Standard, een controleur van de Vlaamse Gemeenschap verhinderd een dopingcontrole uit te voeren. Deze schending van het dopingreglement kon Bölöni een zware straf opleveren, maar de voetbaltrainer verdedigde zich door te stellen dat hij niet wist dat de man een dopingcontroleur was. De KBVB besloot uiteindelijk om de Roemeen niet te vervolgen.

### Al-Wahda
Na een korte periode zonder club werd Bölöni op 29 mei 2010 aangesteld als de nieuwe coach van Al-Wahda FC. In het verleden was hij al trainer van Al-Jazira, een andere club uit de Verenigde Arabische Emiraten, maar lang duurde de samenwerking tussen Bölöni en Al-Wahda niet. Hij bracht geen zekerheid in het spel van het eerste elftal en mocht op 2 september 2010 alweer vertrekken.

### RC Lens en PAOK Saloniki
Na opnieuw enkele maanden zonder club werd de Roemeen binnengehaald bij RC Lens als opvolger van Jean-Guy Wallemme. Lang duurde zijn verblijf in Frankrijk niet. Later in het jaar werd hij hoofdtrainer bij het Griekse PAOK Saloniki. In augustus 2011 werd hij bij KRC Genk ook genoemd als mogelijke opvolger van Frank Vercauteren.

### Al-Khor
Op 21 juni 2012 tekende Bölöni een contract bij Al-Khor in Qatar. Enkele maanden later werd hij ook genoemd als mogelijke opvolger van Georges Leekens bij Club Brugge.

### Royal Antwerp
Op 16 juni 2017 werd Bölöni aangesteld als nieuwe hoofdtrainer van het net gepromoveerde Royal Antwerp, waarbij hij zich in het seizoen 2018/19 plaatste voor de voorrondes van de UEFA Europa League. Tevens leidde hij het team naar de bekerfinale van België van het seizoen 2019/20. Op 14 mei 2020 werd bekendgemaakt dat de wegen tussen Bölöni en Royal Antwerp scheidden.

### KAA Gent
Op 20 augustus 2020 werd Bölöni voorgesteld als nieuwe trainer van KAA Gent. Amper vijfentwintig dagen later, na een teleurstellende overname en een spelerskern die niet opgezet was met de stijl en spelkeuze van Bölöni, werd hij alweer ontslagen. Bölöni sprokkelde in zijn korte periode bij Gent drie punten uit evenveel wedstrijden: na een 1-0-nederlaag tegen zijn ex-club Antwerp won hij met 1-0 van KV Mechelen, waarna hij met 2-1 verloor op verplaatsing bij KAS Eupen. Gent-voorzitter Ivan De Witte noemde de aanstelling van Bölöni achteraf "een miscast".

### Panathinaikos
Op 19 oktober 2020 werd Bölöni aangesteld als de nieuwe hoofdtrainer van Panathinaikos. Zijn eerste competitiewedstrijd tegen Volos eindigde in een 1–1 gelijkspel. Op 10 mei 2021 werd Boloni voor de tweede keer dit seizoen ontslagen, nadat hij Panathinaikos niet naar een Europese kwalificatieplek had geleid. Op 24 mei 2021 werd Bölöni vervangen door Serviër Ivan Jovanović.

## Erelijst
Steaua Boekarest

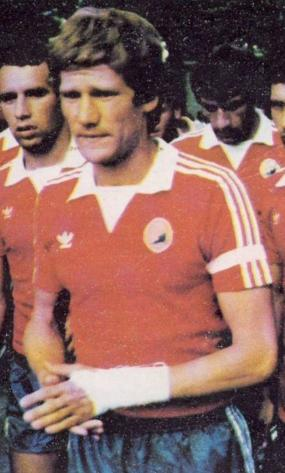
László Bölöni in het seizoen 1983/84 als speler van Steaua Boekarest.

- Divizia A: 1984/85, 1985/86, 1986/87
- Cupa României: 1984/85, 1986/87
- Europacup I: 1985/86
- Europese Supercup: 1986

Als trainer
 AS Nancy
- Division 2: 1997/98

 Sporting CP
- Primeira Liga: 2001/02
- Taça de Portugal: 2001/02
- Supertaça Cândido de Oliveira: 2002

 Al-Jazira Club
- Gulf Club Champions Cup: 2007

 Standard Luik
- Eerste klasse: 2008/09
- Belgische Supercup: 2008, 2009

Individueel
- Roemeens Voetballer van het Jaar: 1977, 1983
- Belgisch Trainer van het Jaar: 2009